# Davidianerna
Davidianerna är beteckningen på de sabbatsfirande kristna sekter i USA, som härrör från den bulgariske invandraren Victor Houteffs läror.

## Historia
Houteff hade 1917 anslutit sig till sjundedagsadventisterna men uteslöts ur denna kyrka, sedan han 1930 gett ut boken The Shepherd's Rod (Herdestaven), i vilken han riktade kritik mot det avfall från den rätta läran, som han menade skett efter grundaren Ellen G. Whites död. Houteff och hans anhängare flyttade 1935 till Texas och inrättade det ursprungliga Mount Carmel Center nära Waco. Ursprungligen kallades gruppen för The Shepherd's Rod, efter boken, men 1942 organiserade man sig under namnet General Association of Davidian Seventh-day Adventists (GADSA).
När Houteff dog 1955 uppstod teologiska och ledarskapsmässiga strider inom kyrkan. Hans änka Florence Houteff hävdade att Kristi återkomst skulle äga rum den 22 april 1959, men fick mothugg av Victor Houteffs nära medarbetare Martin James Bingham. Florence Houteff och hennes anhängare sålde Mount Carmel Center och flyttade till Elk i Texas, för att invänta Jesu andra tillkommelse. Men när man, till sin stora besvikelse, tvingades konstatera att hennes förutsägelser slagit slint, beslutade man 1962 att upplösa GADSA. Flera davidianer höll dock fast vid Victor Houteffs förkunnelse och bildade nya kyrkor. Bingham startade the Davidian Seventh Day Adventist Association (DSDAA) medan Benjamin L Roden och hans anhängare slog sig ner på det ursprungliga Mt. Carmel Center utanför Waco och tog namnet Branch Davidian Seventh-day Adventist Association (BDSAA).
Efter Rodens död splittrades BDSDAA i flera grupperingar, varav den mest kända blev the Davidian Branch Davidian Seventh-Day Adventists (DBDSDA), ledd av Vernon Howell, alias David Koresh. Koresh såg sig som Messias, och undervisade om att den sista tiden, apokalypsen, var på antågande, och att den skulle ske i USA, inte i Israel. Alla kvinnor inom rörelsen skulle därför bli Koresh "andliga hustrur", för att de skulle föda de barn som skulle styra världen under apokalypsen. De ändrade namnet på Carmel Center till Ranch Apocalypse, och började, förutom livsmedel och bränsle, samla på sig en hel del vapen och ammunition, vilket, våren 1993, ledde till en konfrontation med FBI och militär. Den 19 april omkom de flesta av DBDSDA:s medlemmar, däribland Koresh, i en explosionsartad eldsvåda i sektens högkvarter. 
Charles Pace och andra motståndare till Koresh hoppade på ett tidigt stadium av DBDSDA och bildade den apokalyptiska sekten The Lord Our Righteousness.